# Gabrielle de Bourbon
Gabrielle de Bourbon ou Gabrielle de Bourbon-Montpensier, née vers 1447 et morte le 30 novembre 1516 à Thouars, princesse de Talmont, est une princesse de la maison de Bourbon et une autrice française.

## Biographie
Elle est la première fille de Louis Ier de Bourbon-Montpensier et de Gabrielle de La Tour d'Auvergne.
Anne de Beaujeu propose de marier Gabrielle de Bourbon à Louis II de La Trémoille afin de le lier avec une de ses cousines, descendante de Saint Louis comme elle. Le contrat du mariage est signé le 28 juillet 1484 au château de Thouars. Louis II de la Trémoille qui craint un piège, part en Auvergne pour se présenter lui-même à sa future épouse. Il tombe sous le charme et épouse Gabrielle de Bourbon. Le couple s'installe au château de Bommiers dans un premier temps. À la naissance de leur premier fils, Charles (avril 1485-15 septembre 1515), le couple déménage ensuite pour le château de Thouars, berceau familial. Le mois de la naissance, le roi Charles VIII accepte d'être le parrain de leur seul fils, qui s’appelle donc Charles.
Durant les trente années de son mariage, Gabrielle de Bourbon se retrouve souvent seule pour représenter les La Trémoille. Elle est notamment très impliquée dans la construction de la collégiale Notre-Dame de Thouars.
Ses échanges épistolaires ainsi que l’inventaire de ses biens montrent sa personnalité, et ses préoccupations pour le bon fonctionnement de ses domaines,,.
Elle meurt le 30 novembre 1516 et est inhumée dans la chapelle Notre-Dame du château de Thouars, qu'elle a construite avec son époux.
L'inventaire de ses biens, conservé dans le chartrier de Thouars, révèle une collection de 70 tableaux, 18 livres imprimés.

## Descendance
De son mariage avec Louis II, elle a un fils unique, Charles de La Trémoille qui épouse le 7 février 1501 Louise de Coëtivy (fille de Charles de Coëtivy, comte de Taillebourg, et de Jeanne d'Orléans, tante de François Ier. Ils eurent un fils en 1505, François de la Trémoille.

## Œuvres
- Gabrielle de Bourbon, Oeuvres spirituelles (1510-1516), Paris, Evelyne Berriot-Salvadore, 1999